# ريموند موراي شيفر
ريموند موراي شيفر هو ملحن وكاتب كندي، ولد في 18 يوليو 1933 في سارنيا في كندا.

## وصلات خارجية
- ريموند موراي شيفر على موقع IMDb (الإنجليزية)
- ريموند موراي شيفر على موقع ميوزك برينز (الإنجليزية)
- ريموند موراي شيفر على موقع ديسكوغز (الإنجليزية)